# Klasztor Franciszkanów w Choczu
Klasztor Franciszkanów w Choczu – klasztor franciszkanów, wchodzący w skład prowincji Wniebowzięcia NMP Zakonu Braci Mniejszych w Polsce, na terenie diecezji kaliskiej, w mieście Chocz w województwie wielkopolskim.

## Historia
Pochodzi z fundacji biskupa kujawskiego Andrzeja Lipskiego, który w 1623 sprowadził do Chocza franciszkanów reformatów. Początkowo przynależał do wielkopolskiej prowincji świętego Antoniego. Kościół i klasztor pod wezwaniem św. Michała Archanioła, pierwotnie drewniane, zostały wzniesione na nowo jako murowane w latach dwudziestych XVIII w.
W latach 1750–1751 rokokowe wyposażenie wnętrza wykonał Józef Eglauer (pięć ołtarzy, ambona z rzeźbą św. Bonawentury na baldachimie, cztery konfesjonały). Klasztor został skasowany ukazem carskim 27 października 1864. Zakonnicy powrócili do niego w 1920, włączając go najpierw do prowincji wrocławskiej pw. św. Jadwigi Śląskiej. W związku ze zmianami granic państwowych trzy lata później włączono go do prowincji katowickiej pw. Wniebowzięcia NMP z siedzibą w Katowicach. W latach międzywojennych dwukrotnie przełożonym klasztoru w Choczu był sługa Boży o. Euzebiusz Huchracki OFM.
W 1957 zakonnicy ponownie zostali zmuszeni do opuszczenia Chocza. W tym czasie obiekt służył żeńskim zgromadzeniom zakonnym. Po opuszczeniu przez siostry zakonne w latach 2003–2005 pozostawał niezamieszkany. 1 lipca 2005 decyzją biskupa kaliskiego Stanisława Napierały klasztor wraz z kościołem zostały ponownie zwrócone zakonowi. Remont obiektu został zakończony w 2012.

## Przełożeni klasztoru[1]
- o. Euzebiusz Huchracki – prezes (1923–1924);
- o. Alfons Rogosz – prezes (1924–1925);
- o. Beda Szczygieł – prezes (1925–1926);
- o. Euzebiusz Huchracki – prezes (1926–1929);
- o. Bonawentura Cichoń – prezes (1929–1930);
- o. Beda Szczygieł – prezes (1930–1932);
- o. Czesław Elsner – prezes (1932–1935);
- o. Franciszek Potocki – prezes (1935–1937);
- o. Tomasz Wolny – prezes (1937–1938);
- o. Dominik Chuchracki – prezes (1938–1940);
- o. Wincenty Dwucet – prezes (1945–1946);
- o. Kazimierz Jezierski – prezes (1946);
- o. Filip Śmieja – prezes (1946);
- o. Henryk Kania – prezes (1946–1950);
- o. Marian Pietryga – prezes (1950-1955);
- o. Wincenty Dwucet – rektor kościoła (1955–1956);
- o. Paweł Kurek – rektor kościoła (1956–1957);
- o. Krescencjusz Rutowicz – prezes (2005–2010);
- o. Juwencjusz Knosala – prezes (2010–2013);
- o. Hiob Środowski – gwardian (2013–2015)[3];
- o. Medard Hajdus – proboszcz i gwardian.

## Galeria

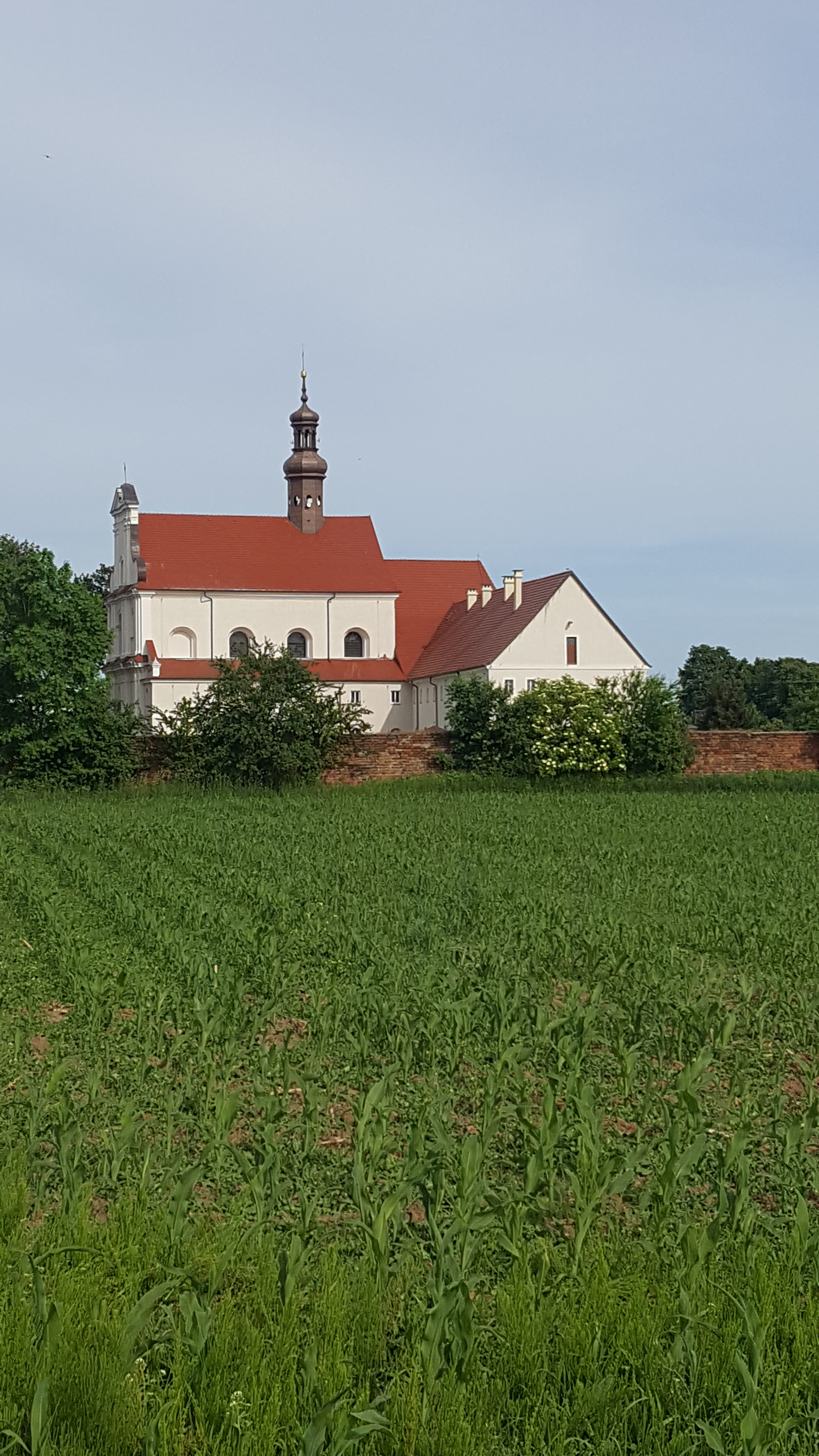
Widok od strony zachodniej
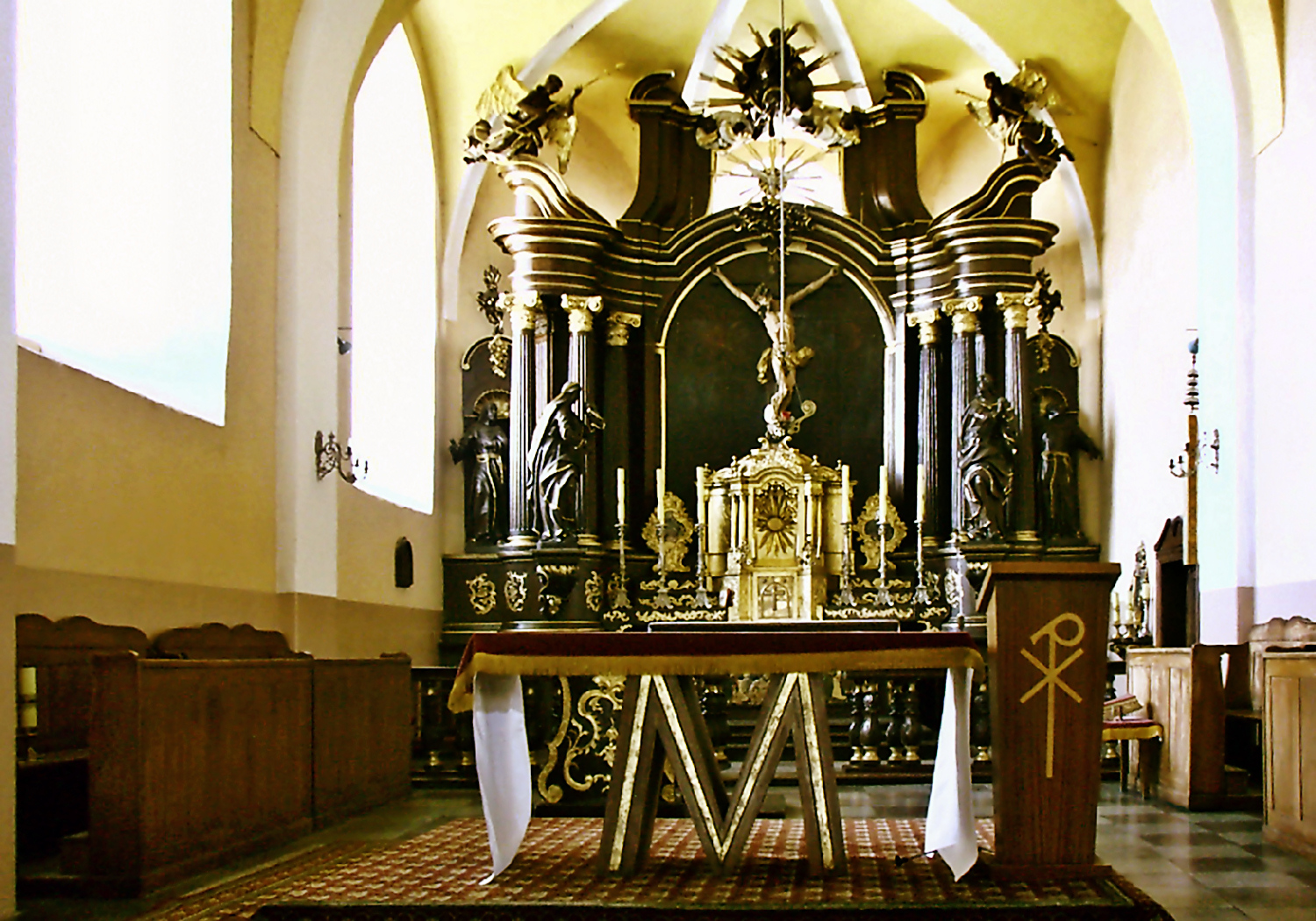
Prezbiterium
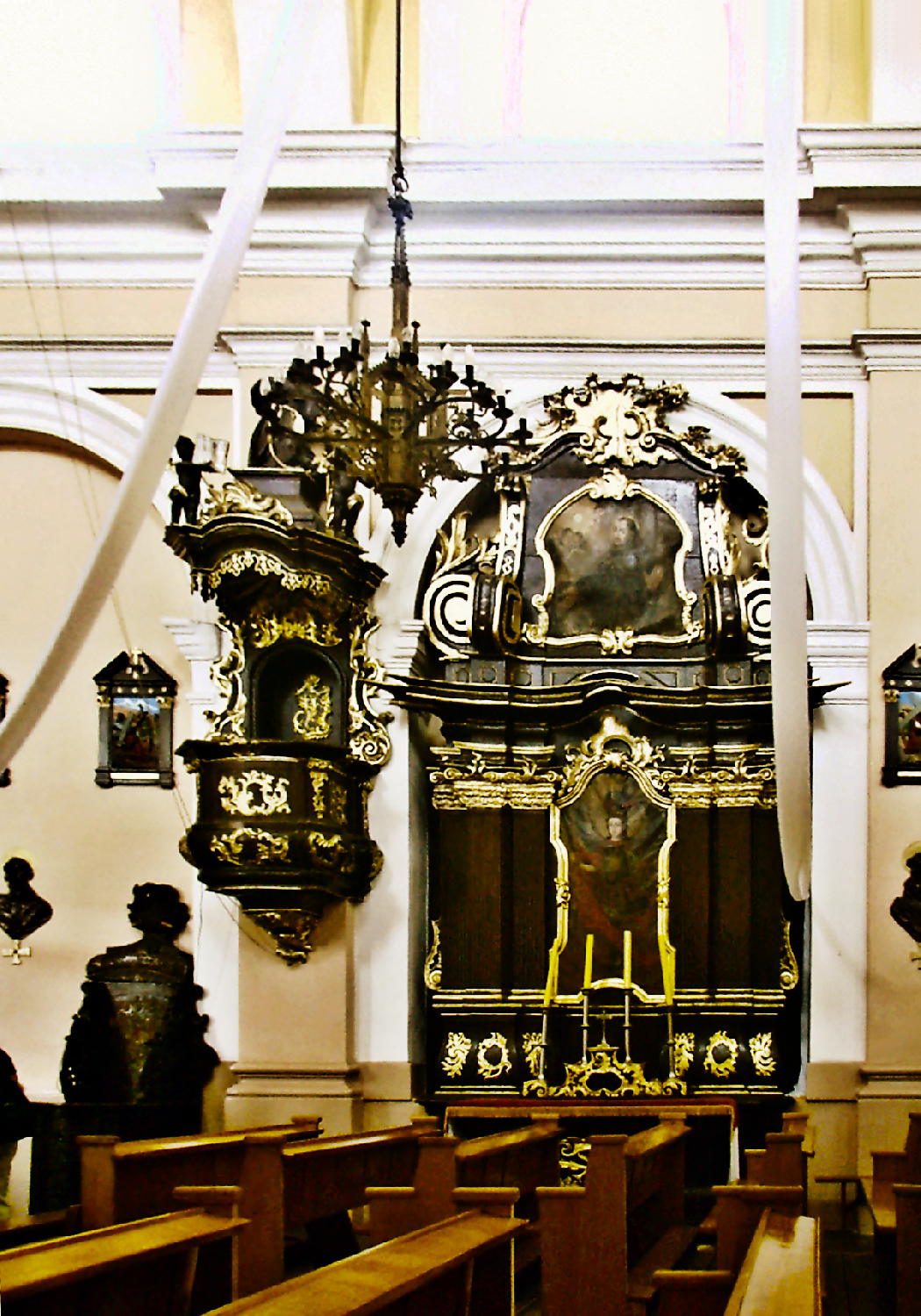
Ołtarz boczny
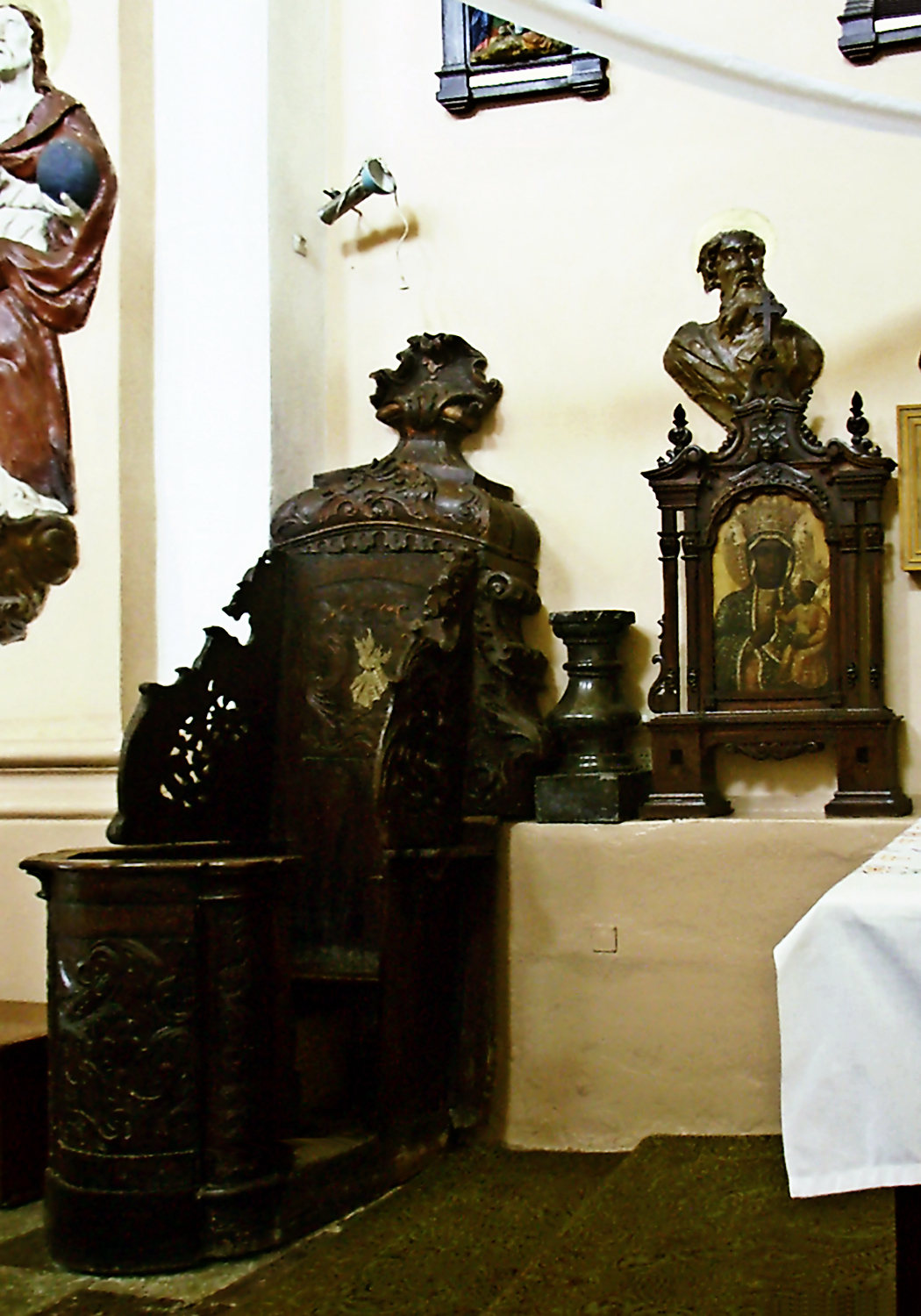
Konfesjonał